# Lida van der Anker-Doedens
Alida Geertruida (Lida) van der Anker-Doedens (Rolde, 28 juli 1922 – Haarlem, 1 april 2014) was een Nederlands kanovaarster. Zij nam tweemaal deel aan de Olympische Spelen en won hierbij in totaal één medaille.
Van der Anker-Doedens nam deel aan de Olympische Zomerspelen in 1948 en 1952 in de K1 op de 500 meter. In 1948 won ze een zilveren medaille en in 1952 werd ze vierde. 